# 1899 год
1899 (ты́сяча восемьсо́т девяно́сто девя́тый) год  по григорианскому календарю — невисокосный год, начинающийся в воскресенье. Это 1899 год нашей эры, 9‑й год 10‑го десятилетия XIX века 2‑го тысячелетия, 10‑й год 1890‑х годов. Он закончился 126 лет назад.
| Пн | Вт | Ср | Чт | Пт | Сб | Вс |
|    |    |    |    |    |    | 1  |
| 2  | 3  | 4  | 5  | 6  | 7  | 8  |
| 9  | 10 | 11 | 12 | 13 | 14 | 15 |
| 16 | 17 | 18 | 19 | 20 | 21 | 22 |
| 23 | 24 | 25 | 26 | 27 | 28 | 29 |
| 30 | 31 |    |    |    |    |    |

| Пн | Вт | Ср | Чт | Пт | Сб | Вс |
|    |    | 1  | 2  | 3  | 4  | 5  |
| 6  | 7  | 8  | 9  | 10 | 11 | 12 |
| 13 | 14 | 15 | 16 | 17 | 18 | 19 |
| 20 | 21 | 22 | 23 | 24 | 25 | 26 |
| 27 | 28 |    |    |    |    |    |

| Пн | Вт | Ср | Чт | Пт | Сб | Вс |
|    |    | 1  | 2  | 3  | 4  | 5  |
| 6  | 7  | 8  | 9  | 10 | 11 | 12 |
| 13 | 14 | 15 | 16 | 17 | 18 | 19 |
| 20 | 21 | 22 | 23 | 24 | 25 | 26 |
| 27 | 28 | 29 | 30 | 31 |    |    |

| Пн | Вт | Ср | Чт | Пт | Сб | Вс |
|    |    |    |    |    | 1  | 2  |
| 3  | 4  | 5  | 6  | 7  | 8  | 9  |
| 10 | 11 | 12 | 13 | 14 | 15 | 16 |
| 17 | 18 | 19 | 20 | 21 | 22 | 23 |
| 24 | 25 | 26 | 27 | 28 | 29 | 30 |

| Пн | Вт | Ср | Чт | Пт | Сб | Вс |
| 1  | 2  | 3  | 4  | 5  | 6  | 7  |
| 8  | 9  | 10 | 11 | 12 | 13 | 14 |
| 15 | 16 | 17 | 18 | 19 | 20 | 21 |
| 22 | 23 | 24 | 25 | 26 | 27 | 28 |
| 29 | 30 | 31 |    |    |    |    |

| Пн | Вт | Ср | Чт | Пт | Сб | Вс |
|    |    |    | 1  | 2  | 3  | 4  |
| 5  | 6  | 7  | 8  | 9  | 10 | 11 |
| 12 | 13 | 14 | 15 | 16 | 17 | 18 |
| 19 | 20 | 21 | 22 | 23 | 24 | 25 |
| 26 | 27 | 28 | 29 | 30 |    |    |

| Пн | Вт | Ср | Чт | Пт | Сб | Вс |
|    |    |    |    |    | 1  | 2  |
| 3  | 4  | 5  | 6  | 7  | 8  | 9  |
| 10 | 11 | 12 | 13 | 14 | 15 | 16 |
| 17 | 18 | 19 | 20 | 21 | 22 | 23 |
| 24 | 25 | 26 | 27 | 28 | 29 | 30 |
| 31 |    |    |    |    |    |    |

| Пн | Вт | Ср | Чт | Пт | Сб | Вс |
|    | 1  | 2  | 3  | 4  | 5  | 6  |
| 7  | 8  | 9  | 10 | 11 | 12 | 13 |
| 14 | 15 | 16 | 17 | 18 | 19 | 20 |
| 21 | 22 | 23 | 24 | 25 | 26 | 27 |
| 28 | 29 | 30 | 31 |    |    |    |

| Пн | Вт | Ср | Чт | Пт | Сб | Вс |
|    |    |    |    | 1  | 2  | 3  |
| 4  | 5  | 6  | 7  | 8  | 9  | 10 |
| 11 | 12 | 13 | 14 | 15 | 16 | 17 |
| 18 | 19 | 20 | 21 | 22 | 23 | 24 |
| 25 | 26 | 27 | 28 | 29 | 30 |    |

| Пн | Вт | Ср | Чт | Пт | Сб | Вс |
|    |    |    |    |    |    | 1  |
| 2  | 3  | 4  | 5  | 6  | 7  | 8  |
| 9  | 10 | 11 | 12 | 13 | 14 | 15 |
| 16 | 17 | 18 | 19 | 20 | 21 | 22 |
| 23 | 24 | 25 | 26 | 27 | 28 | 29 |
| 30 | 31 |    |    |    |    |    |

| Пн | Вт | Ср | Чт | Пт | Сб | Вс |
|    |    | 1  | 2  | 3  | 4  | 5  |
| 6  | 7  | 8  | 9  | 10 | 11 | 12 |
| 13 | 14 | 15 | 16 | 17 | 18 | 19 |
| 20 | 21 | 22 | 23 | 24 | 25 | 26 |
| 27 | 28 | 29 | 30 |    |    |    |

| Пн | Вт | Ср | Чт | Пт | Сб | Вс |
|    |    |    |    | 1  | 2  | 3  |
| 4  | 5  | 6  | 7  | 8  | 9  | 10 |
| 11 | 12 | 13 | 14 | 15 | 16 | 17 |
| 18 | 19 | 20 | 21 | 22 | 23 | 24 |
| 25 | 26 | 27 | 28 | 29 | 30 | 31 |

## События
- 1 января — на Кубе закончилось правление испанского правительства.
- 6 января — вице-королём Индии стал Джордж Керзон.
- 17 января — США присоединяют остров Уэйк в Тихом океане[1]
- 19 января — Великобритания и Египет подписали соглашение об установлении совместного управления в Судане (англо-египетский кондоминиум) — к югу от 22-й параллели.
- 20 января — конгресс в Малолосе принял первую конституцию Филиппин[2].
- 21 января — немецкий Opel приступил к производству автомобилей.

23 января: Эмилио Агинальдо-и-Фами становится первым президентом Филиппинской республики

- 23 января 23 января: Эмилио Агинальдо-и-Фами становится первым президентом Филиппинской республики
  - Эмилио Агинальдо-и-Фами становится первым президентом Филиппинской республики[3].
  - Великобритания подписала секретный протокол с шейхом Мубараком, по которому получила исключительные права в Кувейте[4].
- 2 февраля — на конференции в Мельбурне было принято решение о том, что столица Австралии должна находиться между Сиднеем и Мельбурном.
- 4 февраля — началась Филиппино-американская война[5].
- 6 февраля — австрийские социал-демократы проводят демонстрации в Вене[6].
- 12 февраля — Германия подписала с Испанией договор, согласно которому Германия за 25 млн песет получила Северные Марианские (без Гуама) и Каролинские острова и архипелаг Палау.
- 6 марта — компания Байер регистрирует название «аспирин» в качестве торгового знака.
- 17 марта — американский астроном Уильям Пикеринг открыл Фебу, спутник Сатурна.
- 20 марта — в тюрьме Синг-Синг впервые была казнена женщина (Марта Плейс была осуждена за убийство приёмной дочери).
- 30 марта — основана компания Юнайтед фрут компани, в будущем монополизировавшая производство фруктов в Центральной Америке и влиявшая на политическую жизнь центральноамериканских государств[7].
- 4 апреля — Филиппино-американская война: опубликована прокламация Комиссии Шермана, обещавшая Филиппинам самоуправление под суверенитетом США[5].
- 7 апреля — в Москве запущен новый вид общественного городского транспорта — трамвай.
- 28 апреля — в Санкт-Петербурге вышел первый номер ежедневной газеты «Россия»[8].
- 1 мая — в продажу впервые поступил аспирин в форме порошка (с 1994 года — в форме таблеток).
- 7 мая — Филиппино-американская война: сторонники президента Филиппин Эмилио Агинальдо отстраняют от должности премьер-министра республики Аполинарио Мабини[5].
- 18 мая — в Гааге начала работу Первая мирная конференция с участием 26 стран, на которой были приняты три конвенции: О мирном решении международных столкновений; О законах и обычаях сухопутной войны; О применении к морской войне начал Женевской конвенции 10 августа 1864 года о раненых и больных; три декларации — о запрещении применения удушливых газов, разрывных пуль и сбрасывания разрывных снарядов с воздушных шаров.
- 5 июня — Филиппино-американская война: сторонники президента Филиппин Эмилио Агинальдо организуют убийство главнокомандующего филиппинской повстанческой армией генерала Антонио Луна[5].
- 6 июня — Российская империя широко отмечает столетие со дня рождения А. С. Пушкина.
- 10 июня — Филиппино-американская война: начинаются бои за переправу через реку Сапоте, продлившиеся до 12 июня[5].
- 19 июня — император Николай II утвердил Монетный устав[9].
- 25 июня — в денверских газетах появились сообщения о предстоящем сносе Великой Китайской стены.
- 27 июня — Юхан Волер придумал скрепку.
- 31 августа — основан футбольный клуб «Олимпик» из города Марсель.[источник не указан 2581 день]
- 6 сентября — провозглашение государственным секретарём США Хэйем доктрины «открытых дверей» в Китае.
- 24 сентября — Социал-демократическая партия Австрии проводит съезд в чешском Брюнне. Съезд закончился 29 сентября принятием Брюннской программы по национальному вопросу[6].
- 11 октября — началась Вторая англо-бурская война.
- 17 октября — в Австро-Венгрии отменён указ, устанавливавший некоторое равноправие немецкого и чешского языков в судах и учреждениях Чехии и Моравии[6].
- 21 октября — в ходе Второй англо-бурской войны состоялась битва у Эландслаагте.
- 21 октября — во Владивостоке основан Восточный институт.
- 28 ноября — в ходе Второй англо-бурской войны состоялось сражение на реке Моддер.
- 29 ноября — основан футбольный клуб «Барселона».[источник не указан 2581 день]
- 1 декабря — Филиппино-американская война: начало двухдневной обороны перевала Тила филиппинскими повстанцами[5].
- 10 декабря — скончался король Свазиленда Нгване V. Новым королём провозглашён новорождённый Собхуза II при регентстве королевы Лаботсибени Гвамиле Мдлули. Собхуза II правил до своей смерти в 1982 году[10].
- 11 декабря — Сражение у Магерсфонтейна в ходе Второй англо-бурской войны закончилось поражением британцев.
- 16 декабря — основан футбольный клуб «Милан».
- 21 декабря — в России основан журнал «Огонёк».
- 31 декабря
  - Упал один из камней Стоунхенджа.
  - Ахалкалакское землетрясение.

### Без точных дат
- Принят Закон о временно-заповедных имениях Российской империи (поддержка дворянского землевладения).
- Подписана Русско-английская конвенция о размежевании сфер железнодорожного строительства в Китае.
- Продлён русско-французский военный союз.
- В январе начинает выходить журнал «Русский турист» — официальный печатный орган Российского общества туристов.
- На 1-й мирной конференции в Гааге приняты международные конвенции о законах и обычаях войны.
- Шарль Гийом открыл первый инварный сплав.
- Конец 1899 года — начаты окончательные изыскательские работы для выбора маршрута Кругобайкальской железной дороги.

## Родились
См. также: Категория:Родившиеся в 1899 году
- 17 января — Альфонс Фьорелло Капоне, американский мафиози, к 1925 г. глава одной из крупных чикагских банд (ум. 1947).
- 22 января — Юстас Палецкис, литовский журналист, советский государственный деятель (ум. 1980).
- 3 февраля — Лао Шэ, китайский прозаик, драматург, публицист (ум. 1966).
- 23 февраля — Хаим Арлозоров, писатель, политик, один из лидеров сионистского движения (ум. 1933).
- 24 февраля
  - Гельмут Колле, немецкий / французский художник-экспрессионист (ум. 1931).
  - Йохан Грёттумсбротен, норвежский спортсмен, трёхкратный олимпийский чемпион и трёхкратный чемпион мира (ум. 1983).
  - Антонио Пьетропаоло, итальянский анархист и партизан (ум. 1965).
- 29 марта — Лаврентий Берия, советский государственный и политический деятель, генеральный комиссар госбезопасности (1941), Маршал Советского Союза (1945), Герой Социалистического Труда (1943).
- 31 марта — Каныш Сатпаев, советский учёный-геолог, один из основателей советской металлогенической науки, доктор геолого-минералогических наук, первый президент Академии наук Казахской ССР (ум. 1964).
- 7 апреля — Дюк Эллингтон, пианист, аранжировщик, композитор, руководитель оркестра, представитель джазового искусства (ум. 1974).
- 22 апреля — Владимир Набоков, русский и американский писатель (ум. 1977)
- 10 мая — Фред Астер, американский киноактёр, танцовщик, певец (ум. 1987).
- 24 мая — Анри Мишо, французский поэт и художник с валлонскими, немецкими, испанскими корнями (ум. 1984).
- 5 июня — Иванов, Александр Васильевич, советский сценарист и режиссёр-мультипликатор киностудии «Союзмультфильм» (ум. 1959).
- 21 июля — Эрнест Хемингуэй, американский писатель, лауреат Нобелевской премии по литературе (1954).
- 22 июля — Собхуза II, король Свазиленда до 1982 года (ум. 1982).
- 13 августа — Альфред Хичкок, кинорежиссёр (ум. 1980).
- 24 августа
  - Хорхе Луис Борхес, аргентинский прозаик, поэт и публицист (ум. 1986).
  - Аббас Ферхат, алжирский политический и государственный деятель (ум. 1985).
- 1 сентября — Андрей Платонов, русский советский писатель (ум. 1951).
- 10 сентября — Вольф Мессинг, экстрасенс, медиум (ум. 1974).
- 18 сентября — Александр Мясников, советский терапевт, академик АМН СССР (1948).
- 20 сентября — Лео Штраус, историк политической философии, культуролог (ум. 1973).
- 3 октября — Константин Вагинов, русский, советский писатель и поэт (ум. 1934).
- 10 ноября — Йоханнес Хансович (Иоганнес Гансович) Лауристин, эстонский революционер, политик и писатель, советский государственный деятель (ум. 1941).
- 16 декабря — Александр Завадский, польский государственный деятель, Председатель Государственного совета Польской Народной Республики в 1952—1964 годах (ум. 1964).

## Скончались
См. также: Категория:Умершие в 1899 году
- 29 января — Альфред Сислей, французский художник английского происхождения (род. 1839).
- 6 февраля — Лео фон Каприви, рейхсканцлер Германии в 1890—1894 годах (род. 1831).
- 14 апреля — Афанасий Бычков, русский историк, археограф, библиограф, палеограф, академик Петербургской Академии наук (1869 год), директор Императорской публичной библиотеки (1882—1899 годы), член Государственного совета (с 1890 года) (род. 1818).
- 25 мая — Эмилио Кастелар-и-Риполь[англ.], испанский политик, писатель и историк, президент Испанской республики в 1873—1874 годах (род. 1832).
- 3 июня — Иоганн Штраус (сын), австрийский композитор, дирижёр и скрипач (род. 1825).
- 16 ноября — Винцас Кудирка, литовский композитор, поэт, автор литовского национального гимна (род. 1858).
- 27 ноября — Гвидо Гезелле — фламандский поэт и филолог (род. 1830).